# Coeuve
Coeuve é uma comuna da Suíça, situada no distrito de Porrentruy, no cantão de Jura. Tem 1,59 km² de área e sua população em 2018 foi estimada em 734 habitantes.